# Georges de Brancas

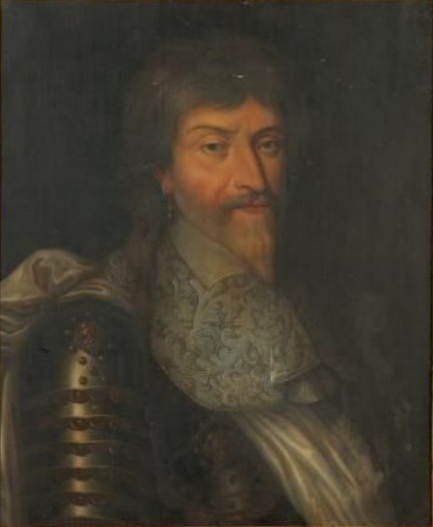
Georges de Brancas

Georges de Brancas (* um 1565/68; † 23. Januar 1657 im Schloss Maubec im Alter von 89 oder 92 Jahren) war ein französischer Militär. Er war Marquis de Villars und Baron d’Oyse, wurde 1627 der erste Herzog von Villars, sowie 1652 Pair de France.

## Leben
Er war der dritte Sohn von Ennemond de Brancas, Seigneur et Baron d’Oyse, und Catherine de Joyeuse, sowie ein Bruder des Admirals André-Baptiste de Brancas, Seigneur de Villars, genannt l’Amiral de Villars.
Seine militärische Laufbahn begann 1586 unter König Heinrich III. bei der Marine als Chevalier d’Oyse mit einem Kommando über drei Schiffe
Am 30. Juni 1595 kämpfte er auf Seiten des Königs Heinrich IV. in der Schlacht bei Fontaine-Française. Im gleichen Jahr wurde er Gouverneur von Le Hâvre-de-Grâce (und Honfleur) als Nachfolger seines Bruders André-Baptiste der Brancas († 24. Juli 1595).
Mit Ehevertrag vom 7. Januar 1597 heiratete er Julienne-Hippolyte d’Estrées, Schwester von Gabrielle d’Estrées, Tochter von Antoine IV. d’Estrées, Marquis de Cœuvres, Großmeister der Artillerie von Frankreich, und Françoise Babou de La Bourdaisière. Gabrielle d’Estrées war zu dieser Zeit die Geliebte des Königs Heinrich IV., so dass Georges de Brancas dadurch – zumindest bis zum Tod Gabrielles 1599 – unmittelbaren Zugang zum Zentrum der Macht in Frankreich erhielt. Der König schenkte dem Brautpaar 30.000 Écu, Gabrielle d’Estrées gab 10.000 Écu dazu.
Am 12. August 1619 nahm König Ludwig XIII. ihn in den Orden vom Heiligen Geist auf.
1625 stattete er 25 Kriegsschiffe aus, die er dem König für die Auseinandersetzung mit den Hugenotten zur Verfügung stellte. 1626 wurde er Lieutenant général au Gouvernement de Normandie. Mit Patenbrief vom September 1627 vereinigte König Ludwig XIII. – in Anerkennung seiner Verdienste (konkret: als Belohnung für die Unterstützung von 1625) – die Baronie Oyse und die Terre de Champtercier mit der Herrschaft Villars und erhob die neue Herrschaft zum Herzogtum Villars und Georges de Brancas zum Herzog. Der neue Herzog ließ die Standeserhöhung am 24. Juli 1628 beim Parlement von Aix eintragen.
Im Juli 1652 wurde er von Ludwig XIV. zum Pair de France ernannt, er starb allerdings etwa ein halbes Jahr später, bevor er die Pairie ebenfalls eintragen lassen konnte. Dies besorgte einen Monat nach seinem Tod sein Sohn, ebenfalls beim Parlement von Aix – und nicht in Paris, das nur seine eigenen Eintragungen anerkannte. „Dies stellte daher“, sagt Saint-Simon, „ein sehr lahmes Herzogtum und eine gedankliche Pairie dar, einen Herzog, für den niemand zur Seite trat und der folglich von jeder Zeremonie ausgeschlossen wurde.“
Gédéon Tallemant des Réaux beschreibt in seinen Historiettes den Herzog von Villars als „lächerlich von Körper und Geist, weil er bucklig und fast dumm und darüber hinaus auch ein Bettler ist.“ Zudem zeichnet ein Porträt des Herzogs und der Herzogin von Villars als Verschwender, die es schafften, ihr gesamtes Vermögen zu verschleudern: "Er und seine Frau haben 800.000 Écu Bargeld und 60.000 Livre Grundpacht verbraucht, von denen nur 17 übrig blieben, die belastet sind. Er hatte Grundbesitz mit 25.000 Livre Rente gehabt, [dazu] das Geld, das er von Kardinal Richelieu für Le Hâvre de Grace erhalten hatte, die Stellvertretung des Königs in der Normandie und das alte Palais in Rouen. Aufgrund des Handels hatte er ein Brevet als Herzog, wurde aber nur beim Parlement der Provence empfangen, wo er mehr Anerkennung als anderswo fand, weil er aus diesem Land stammte."

## Nachkommen
Aus seiner Ehe mit Julienne-Hippolyte d’Estrées hatte er fünf Kinder:
- Louis François de Brancas, † Oktober 1679, Duc de Villars, 1650 Maréchal de camp; ⚭ (1) (Ehevertrag 26. Dezember 1649) Madeleine-Claire de Lenoncourt, † 16. August 1661, Tochter von Antoine de Lenoncourt, Marquis de Maroles, und Marie d’Angennes (Haus Lenoncourt); ⚭ (2) 22. April 1662 Marie-Madeleine Girard, † 20. April 1674, Tochter von Louis Girard, Seigneur de Villetaneuse, Procureur-général en la Chambre des comptes de Paris, und Marie Boyer de Breuil; ⚭ (3) 10. September 1676 Louise Catherine Angélique de Fautereau de Mainières, * wohl 1650, † 11. Februar 1701 in Paris, 51 Jahre alt
- Charles de Brancas, dit le Comte de Brancas, * wohl 1618, † 28. Januar 1681, 63 Jahre alt, Lieutenant-général des Armés du Roi, bestattet in der Karmeliterkirche in der Faubourg Saint-Jacques in Paris; ⚭ 1649 Susanne Garnier, Tochter von Mathieu Garnier und Louise Bazin, Witwe von François de Brézé, Seigneur d’Isigny en Normandie
- Marie de Brancas, 1756 bezeugt; ⚭ 13. Juli 1713 Henri de Castellane, Marquis d’Ampus, † vor 1756
- Madeleine-Hippolyte de Brancas, Gründerin und Oberin der Ursulinen von Narbonne
- Françoise de Brancas, † jung